# Praporschtschik
Praporschtschik (russisch прапорщик, dt. Fähnrich, Kirchenslawisch für пра́поръ oder Banner, urslawisch pra-por [„es flattert, es weht“]) bezeichnet in den Landstreit- und Luftstreitkräften Russlands sowie in einer Reihe weiterer Länder den niedrigsten Rang der Dienstgradgruppe der Praporschtschiks, ist aber auch gleichzeitig Oberbegriff der eigenständigen Dienstgradgruppe dieser Laufbahn die zwischen den Offizieren und den Unteroffizieren aus der Mannschaftslaufbahn steht. Darin entspricht er dem Warrant Officer der US-Streitkräfte.
In der Gegenwart unterscheidet sich der Praporschtschik in Russland, in der Ukraine und der Slowakei grundlegend vom Fähnrich der Bundeswehr. Letzterer ist ein zeitlich befristeter Rang der Offiziersanwärter von Heer, Luftwaffe oder Sanitätsdienst.
In der Nationalen Volksarmee der DDR folgte die 1973 geschaffene Fähnrich-Laufbahn dem sowjetischen Beispiel.

## Russische Föderation
In den Streitkräften der Russischen Föderation gibt es zwei Dienstgrade in dieser Laufbahngruppe. Hierbei handelt es sich um die Ränge Praporschtschik (WO-1) und Oberpraporschtschik (WO-2). Das Äquivalent in der Russischen Seekriegsflotte zu diesen Rängen lautet Mitschman (WO-1) und Obermitschman (WO-2).
| 1994–2010                                         | Landstreitkräfte (Heer)                                   | Landstreitkräfte (Heer)              | Landstreitkräfte (Heer) | Landstreitkräfte (Heer) | Luftstreitkräfte (Luftwaffe) | Luftstreitkräfte (Luftwaffe) | Luftlandetruppen | Luftlandetruppen | Seekriegsflotte (Marine)                          | Seekriegsflotte (Marine)     |
| ------------------------------------------------- | --------------------------------------------------------- | ------------------------------------ | ----------------------- | ----------------------- | ---------------------------- | ---------------------------- | ---------------- | ---------------- | ------------------------------------------------- | ---------------------------- |
| Banner der Streitkräfte der Russischen Föderation | Oberpraporschtschik                                       | Praporschtschik                      | OberPrap Felddienst     | Praporschtschik         | OberParp                     | Praporschtschik              | OberPrap         | Praporschtschik  | Obermitschman                                     | Mitschman                    |
| ab 2010                                           | Heer                                                      | Heer                                 | Heer                    | Heer                    | Luftwaffe                    | Luftwaffe                    | Luftlandetruppen | Luftlandetruppen | Seekriegsflotte                                   | Seekriegsflotte              |
|                                                   | Oberpraporschtschik                                       | Praporschtschik                      | OberPrap Felddienst     | Praporschtschik         |                              |                              |                  |                  | Obermitschman                                     | Mitschman                    |
| Bezeichnung                                       | Oberfähnrich (Старший прапорщик Starschi praporschtschik) | Fähnrich (прапорщик Praporschtschik) | Oberfähnrich            | Fähnrich                | Oberfähnrich                 | Fähnrich                     | Oberfähnrich     | Fähnrich         | Obermitschman (Старший мичман Starschi mitschman) | Mitschman (Мичман Mitschman) |
| Rang                                              | WO-2                                                      | WO-1                                 | WO-2                    | WO-1                    | WO-2                         | WO-1                         | WO-2             | WO-1             | WO-2                                              | WO-1                         |

## Sowjetunion
In Anlehnung an die Tradition in der Kaiserlich Russischen Armee wurden die Dienstgrade Praporschtschik und Mitschman sowie die entsprechenden Laufbahnen im militärfachlichen Dienst für Berufssoldaten im Jahre 1971 wieder eingeführt. Im Innenministerium wurde ebenfalls diese Laufbahngruppe eingeführt. Sie war vorwiegend Berufssoldaten der höchsten Unteroffiziersdienstgrade der Landstreitkräfte und der Luftwaffe vorbehalten. Das Äquivalent zu diesem Dienstgrad war der Mitschman (russisch Мичман) der Kriegsmarine.
1981 wurde ihm der Starschij Praporschtschik (Oberfähnrich, ru: Старший прапорщик) vorgesetzt. Letzterem entspricht der Starschij mitschman (ru: Старший мичман) der Kriegsmarine. Diese Dienstgradgruppe wurde in den Streitkräften der Russischen Föderation übernommen. Diese Dienstgradgruppe wurde in den Streitkräften der Russischen Föderation übernommen. Diese Dienstgradgruppe wurde in den Streitkräften der Russischen Föderation übernommen.
|                 | Landstreitkräfte (Heer)         | Landstreitkräfte (Heer)     | Luftstreitkräfte (Luftwaffe)    | Luftstreitkräfte (Luftwaffe) | Seekriegsflotte (Marine)  | Seekriegsflotte (Marine) | Polizei             | Polizei         |
| --------------- | ------------------------------- | --------------------------- | ------------------------------- | ---------------------------- | ------------------------- | ------------------------ | ------------------- | --------------- |
| ab 1971 ab 1991 | Oberpraporschtschik             | Praporschtschik             | Oberpraporschtschik             | Praporschtschik              | Obermitschman             | Mitschman                | Oberpraporschtschik | Praporschtschik |
|                 | Oberpraporschtschik (1981–1994) | Praporschtschik (1971–1994) | Oberpraporschtschik (1981–1994) | Praporschtschik (1971–1994)  | Obermitschman (1981–1994) | Mitschman (1971–1994)    | Oberpraporschtschik | Praporschtschik |

Ärmelabzeichen
|                  | Ärmelabzeichen zur Kennzeichnung der Dienstjahre Praporschtschik und Mitschman ab 1971 (auf dem linken Unterärmel der Uniformjacke getragen) | Ärmelabzeichen zur Kennzeichnung der Dienstjahre Praporschtschik und Mitschman ab 1971 (auf dem linken Unterärmel der Uniformjacke getragen) | Ärmelabzeichen zur Kennzeichnung der Dienstjahre Praporschtschik und Mitschman ab 1971 (auf dem linken Unterärmel der Uniformjacke getragen) | Ärmelabzeichen zur Kennzeichnung der Dienstjahre Praporschtschik und Mitschman ab 1971 (auf dem linken Unterärmel der Uniformjacke getragen) | Ärmelabzeichen zur Kennzeichnung der Dienstjahre Praporschtschik und Mitschman ab 1971 (auf dem linken Unterärmel der Uniformjacke getragen) | Ärmelabzeichen zur Kennzeichnung der Dienstjahre Praporschtschik und Mitschman ab 1971 (auf dem linken Unterärmel der Uniformjacke getragen) |
| ---------------- | --- | --- | --- | --- | --- | --- |
| Ärmel- abzeichen | нз 1969 | нз 1969 | | нз 1969 | нз 1969 | нз 1969 |
|                  | 10 und mehr Jahre | 5. bis 9. Jahr | 4. Jahr (wie 5. bis 9. Jahr, jedoch ohne Stern)                                                                                              | 3. Jahr | 2. Jahr | 1. Jahr |

## Kaiserlich Russische Armee
Im Zarenreich (und in der Weißen Armee von 1917 bis 1923) war der Praporschtschik (deutsch auch Praporstschik) zuletzt der unterste Offiziersdienstgrad. Das Pendant bei der Marine war der Mitschman (ru: Мичман, Mitschman). Der Dienstgrad kam bei den seit 1631 zunächst aus Westeuropäern rekrutierten „Neuen Regimentern“ auf. Mit der Einführung der Rangtabelle von Kaiser Peter dem I. wurde er 1722, mit wenigen Ausnahmen, in der gesamten Armee eingeführt. Seitdem wurden mit Erreichen des Praporschtschikdienstgrades auch Bürgerliche automatisch in den erblichen Adelsstand erhoben, seit 1856 dann nur noch in den persönlichen Adel.
Der Podpraporschtschik (Unterfähnrich, ru: Подпрапорщик) war hingegen stets ein Unteroffiziersgrad, zeitweise blieb er allein den Offiziersanwärter vorbehalten. Ursprünglich rangierte er zwischen dem Korporal (ru: Капрал, Kapral) und dem Sergeanten (ru: Сержант, Serschant). Seit 1798 war ihm der 1826 wieder abgeschaffte Offiziersanwärterdienstgrad Portupej praporschtschik (Portepee-Fähnrich, ru: Портупей прапорщик) vorgesetzt; dieser stand seinerseits gleich hinter dem höchsten Unteroffiziersdienstgrad, dem Feldfebel (Feldwebel, ru: Фельдфебель).
1826 rückte der Podpraporschtschik an die Spitze des Unteroffizierskorps und fungierte sowohl als Fahnenträger wie auch als Offizierstellvertreter; seit 1907 war ihm der Saurjad-praporschtschik (Vizefähnrich bzw. Fähnrich-Stellvertreter, ru: Зауряд-прапорщик) vorgesetzt.
Ein Podpraporschtschik oder Saurjad-praporschtschik in der Dienststellung eines Feldwebels oder Wachtmeisters (ru: Подпрапорщик/Зауряд-прапорщик на должности фельдфебеля/вахмистра, Podpraporschtschik/Saurjad-praporschtschik na dolschnosti feldfebelja/wachmistra) war in seiner Eigenschaft als Kompaniefeldwebel gegenüber allen anderen Unteroffizieren und Offiziersstellvertretern weisungsbefugt. Der Tressenbesatz der Schulterstücke bzw. Schulterklappen wurde vom späteren OR8-Rang der Sowjetarmee Starschina (Stabsfeldwebel, ru: старшина) geringfügig abgewandelt übernommen (Längs- und Quertresse in T-Form 1943–1963, breite Längstresse 1964–1991).
Dienstgrad-Reihenfolge
| 1883–1923                                                      | Kaiserlich Russische Armee / Weiße Armee                          | Kaiserlich Russische Armee / Weiße Armee               | Kaiserlich Russische Armee / Weiße Armee | Kaiserlich Russische Armee / Weiße Armee |
| -------------------------------------------------------------- | ----------------------------------------------------------------- | ------------------------------------------------------ | ---------------------------------------- | ---------------------------------------- |
| Kleines Wappen des Russischen Kaiserreichs · Kriegswappen 1919 | Podpraporschtschik                                                | Saurjad-praporschtschik                                | Praporschtschik                          |                                          |
|                                                                | Podpraporschtschik (Kosaken: Podchorunschij, wörtl. Unterkornett) | Saurjad-praporschtschik (Dienstgrad nicht bei Kosaken) | Praporschtschik                          | Podporutschik                            |
| Dienstgradgruppe                                               | Unteroffiziere                                                    | Unteroffiziere                                         | Oberoffiziere                            | Oberoffiziere                            |

Äquivalent zum Praporschtschik waren folgende Ränge:
- Infanterie (1722–1730) – Fähnrich (russisch Originalbezeichnung = Fendrik / Фендрик)
- Kavallerie (bis 1884) – Kornett (ru = Корнет)
- Artillerie (1722–1796) – Stückjunker (ru = Штык-юнкер)
- Kosakenarmee (bis 1848) – Chorunschij (ru = Хорунжий)
- Kaiserlich Russische Marine – Mitschman (ru = Мичман)

Nach der Oktoberrevolution 1917 entfielen die Praporschtschikdienstgrade in den sowjetischen Streitkräften bis 1972.

## Rangbezeichnungen in anderen Ländern
In den nachstehenden Ländern sind die Schreibweisen bis hin zur Einordnung in das Ranggefüge nahezu gleich oder zumindest sehr ähnlich.
- Slowakei → slowakisch Práporčík
- Slowenien → slowenisch Praporščak
- Litauen → litauisch Praporščikas
- Tschechien → Praporčík
- Kasachstan,  Russland,  Ukraine,  Belarus → Praporschtschik (russisch Прапорщик)

Länder mit anderen Rangbezeichnungen
Einige ehemalige Mitgliedsstaaten des Warschauer Paktes verfolgen zwar das gleiche Konzept, verwenden jedoch abweichende Rangbezeichnungen.
- Aserbaidschan → aserbaidschanisch Baş Gizir
- DDR → Fähnrich (NVA)
- Polen → Chorąży
- Serbien → Zastavnik serbisch Заставник / Zastavnik
- Ungarn → Fähnrich (ungarisch Zászlós (zls))

Besonderheit:
In der ehemaligen Volksrepublik Bulgarien existierten weder ein vergleichbarer Dienstgrad noch eine entsprechende Dienstgradgruppe.